# Cathédrale de Carlisle
La cathédrale de la sainte et indivisible Trinité ou cathédrale de Carlisle, est le siège de l'évêché anglican de Carlisle. Elle est située à Carlisle, en Cumbria, au nord-ouest de l'Angleterre. Elle a été fondée comme un monastère augustinien et devint cathédrale en 1133.
Elle est la deuxième plus petite des anciennes cathédrales de l'Angleterre (après celle d'Oxford). Ses caractéristiques notables sont une pierre de construction fine avec des sculptures figuratives, un ensemble de stalles médiévales et la plus grande fenêtre dans le style gothique anglais.

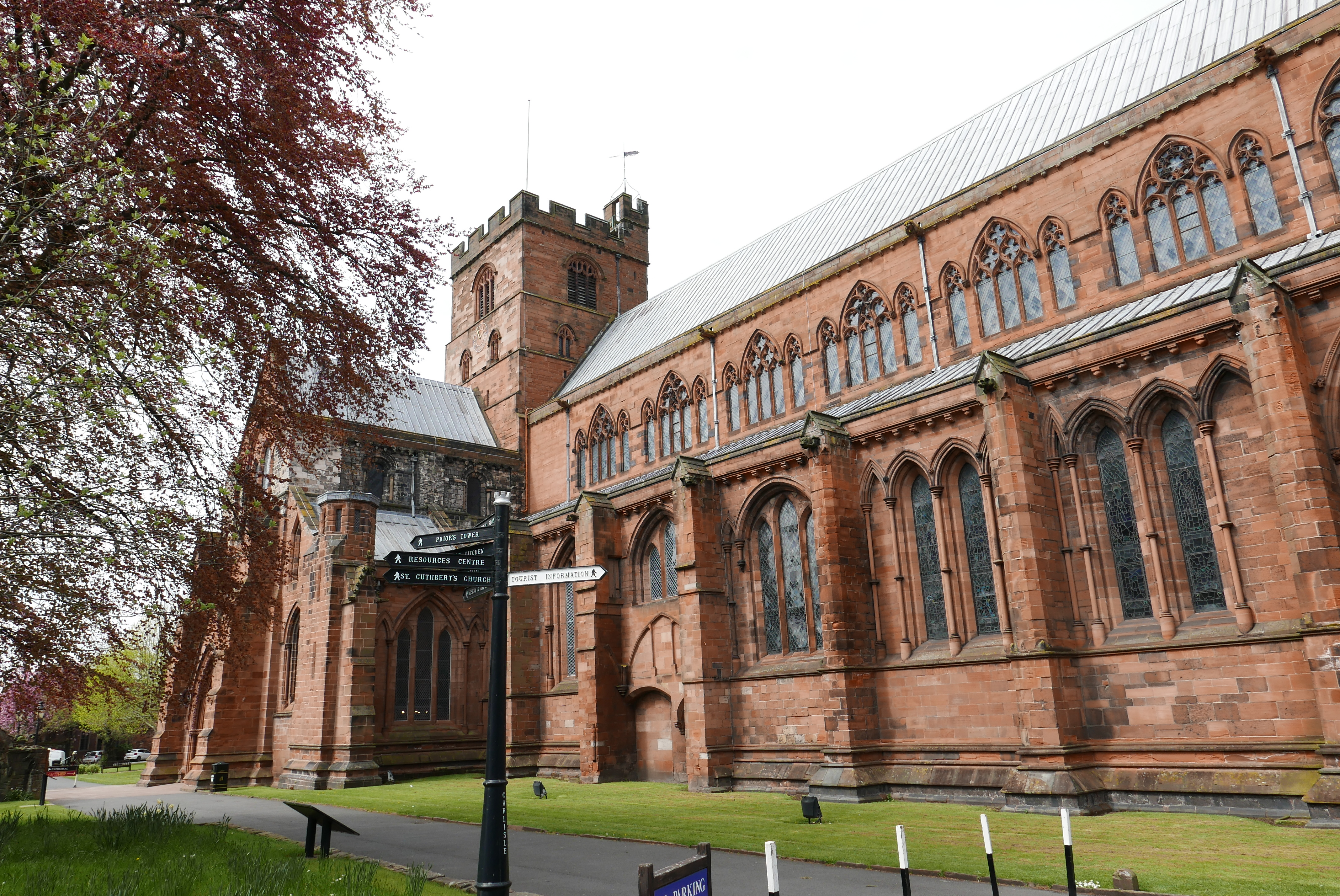
Façade arrière de la cathédrale de Carlisle

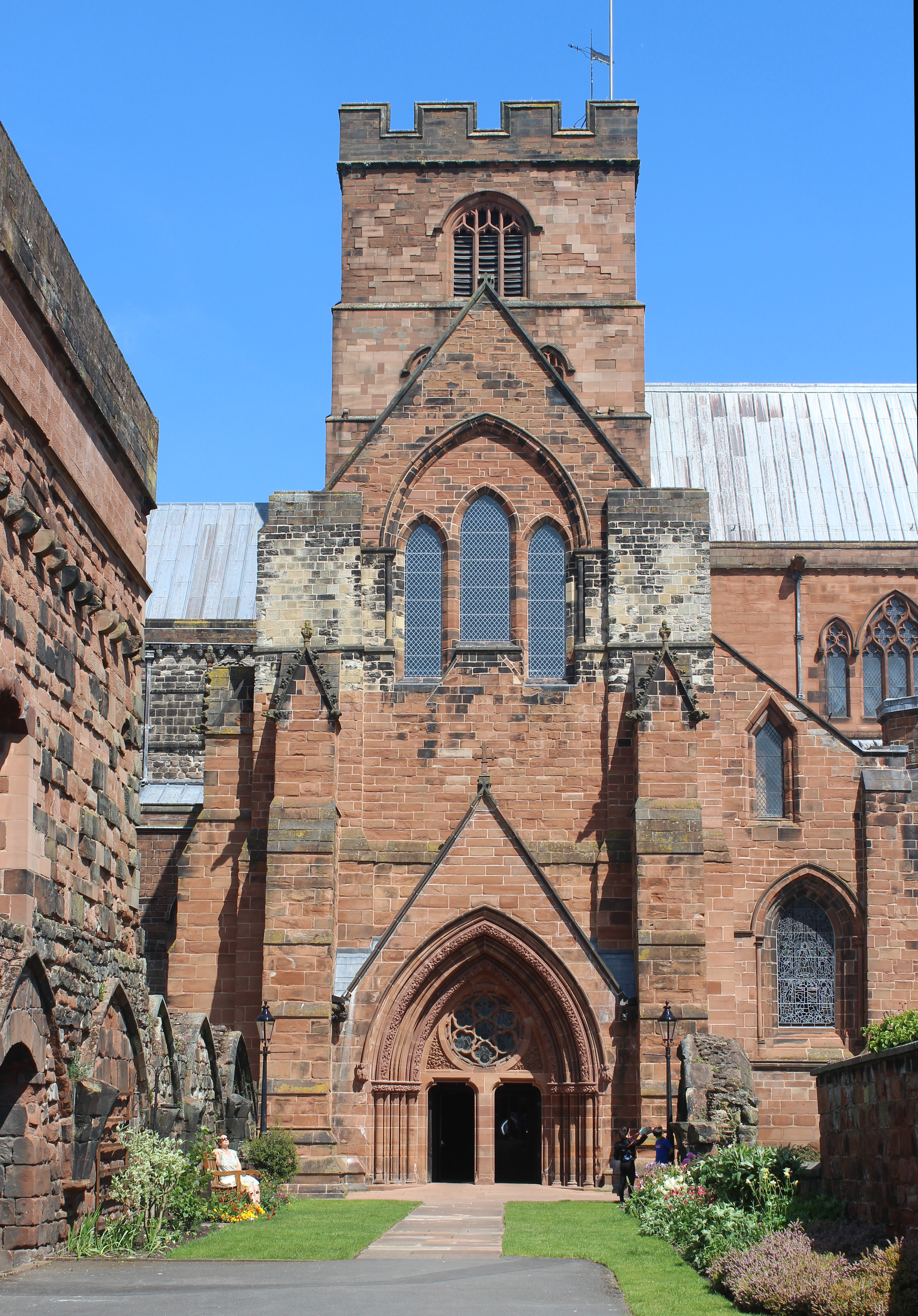
Entrée de la cathédrale

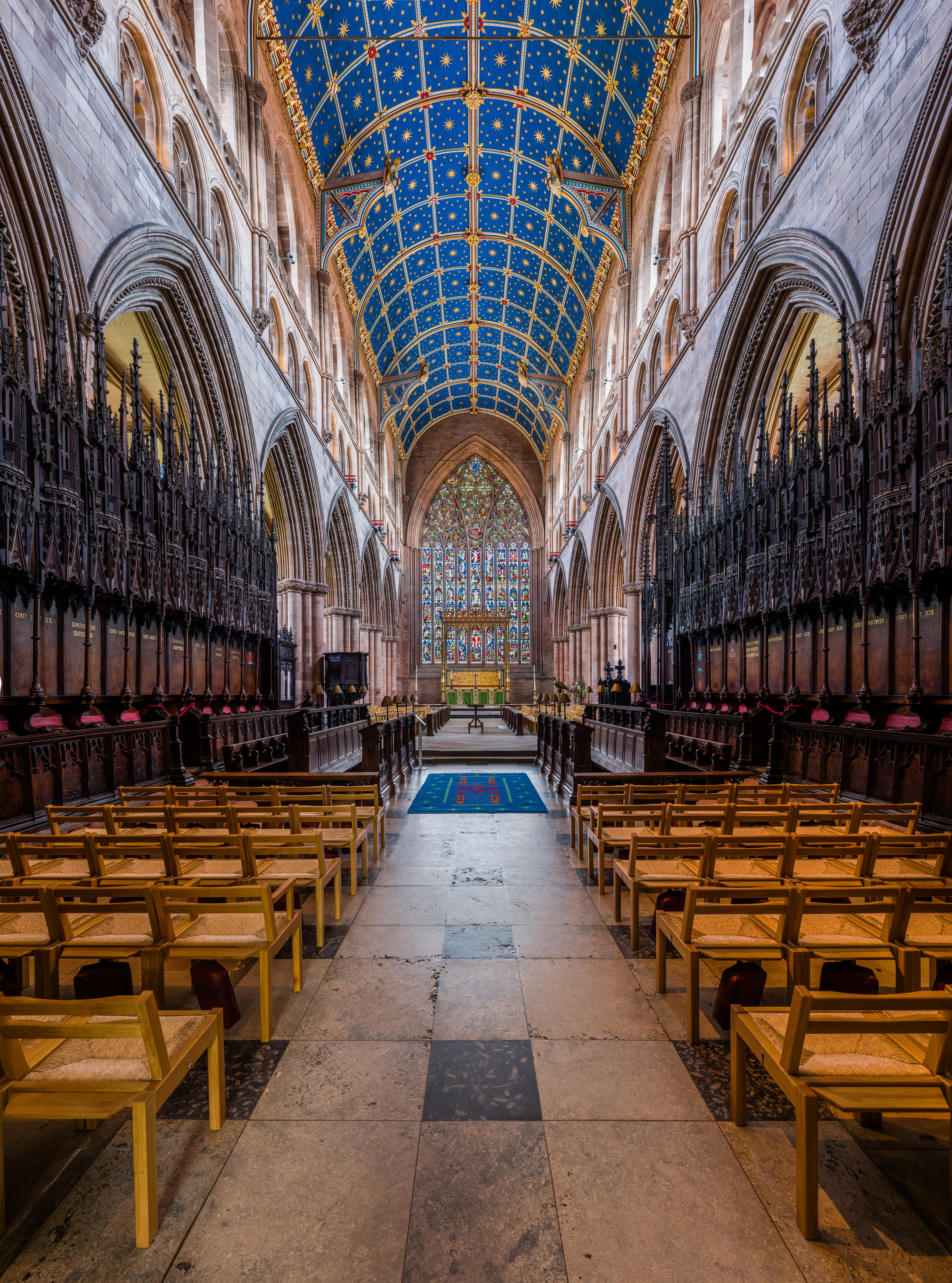
Cathédrale de Carlisle, vue du chœur en direction de l'autel. Juin 2014.

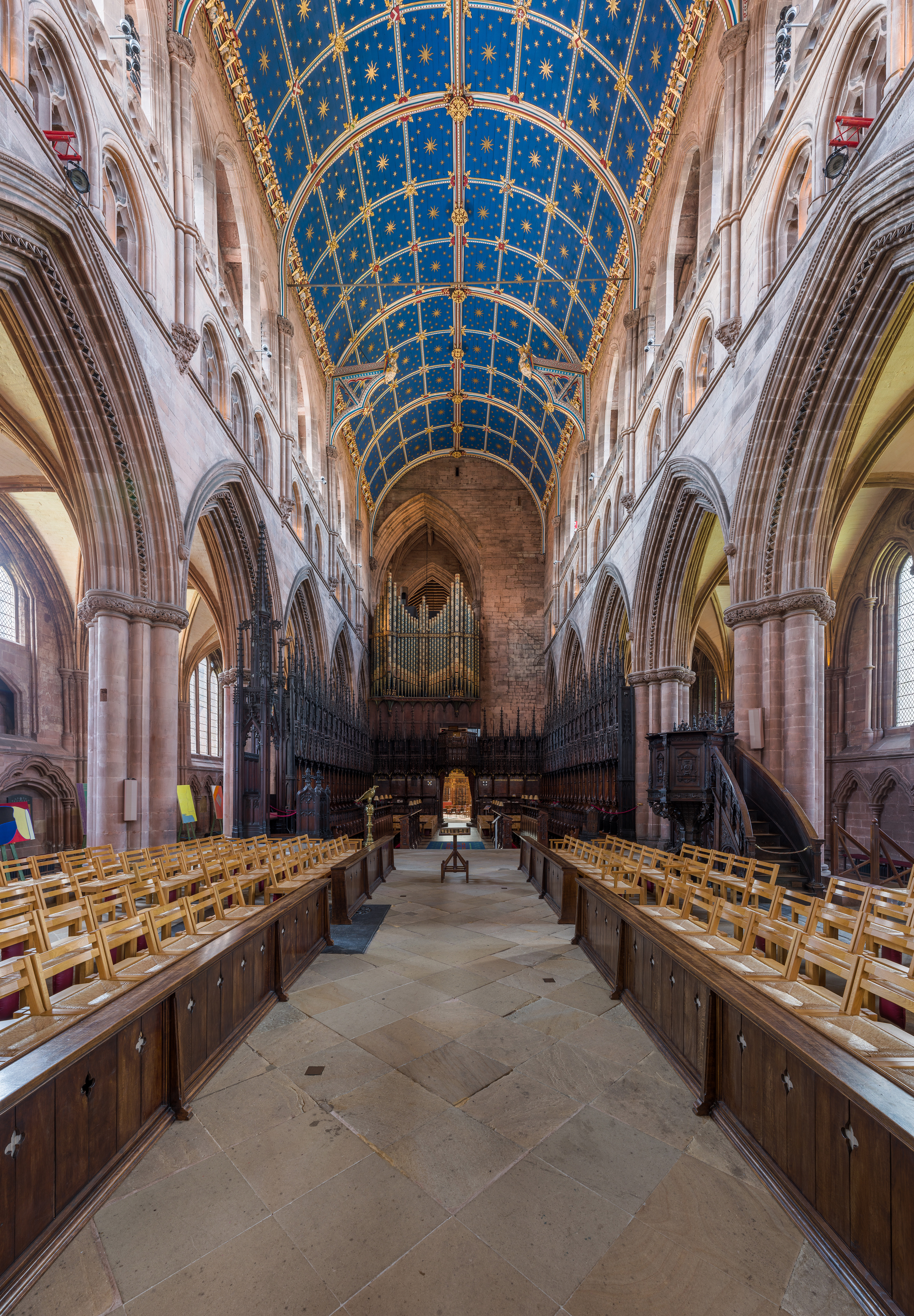
Cathédrale de Carlisle, vue de l'autel en direction du chœur et de l'orgue. Juin 2014.

## Source
- (en) Cet article est partiellement ou en totalité issu de l’article de Wikipédia en anglais intitulé « Carlisle Cathedral » (voir la liste des auteurs).